# Carolin Widmann

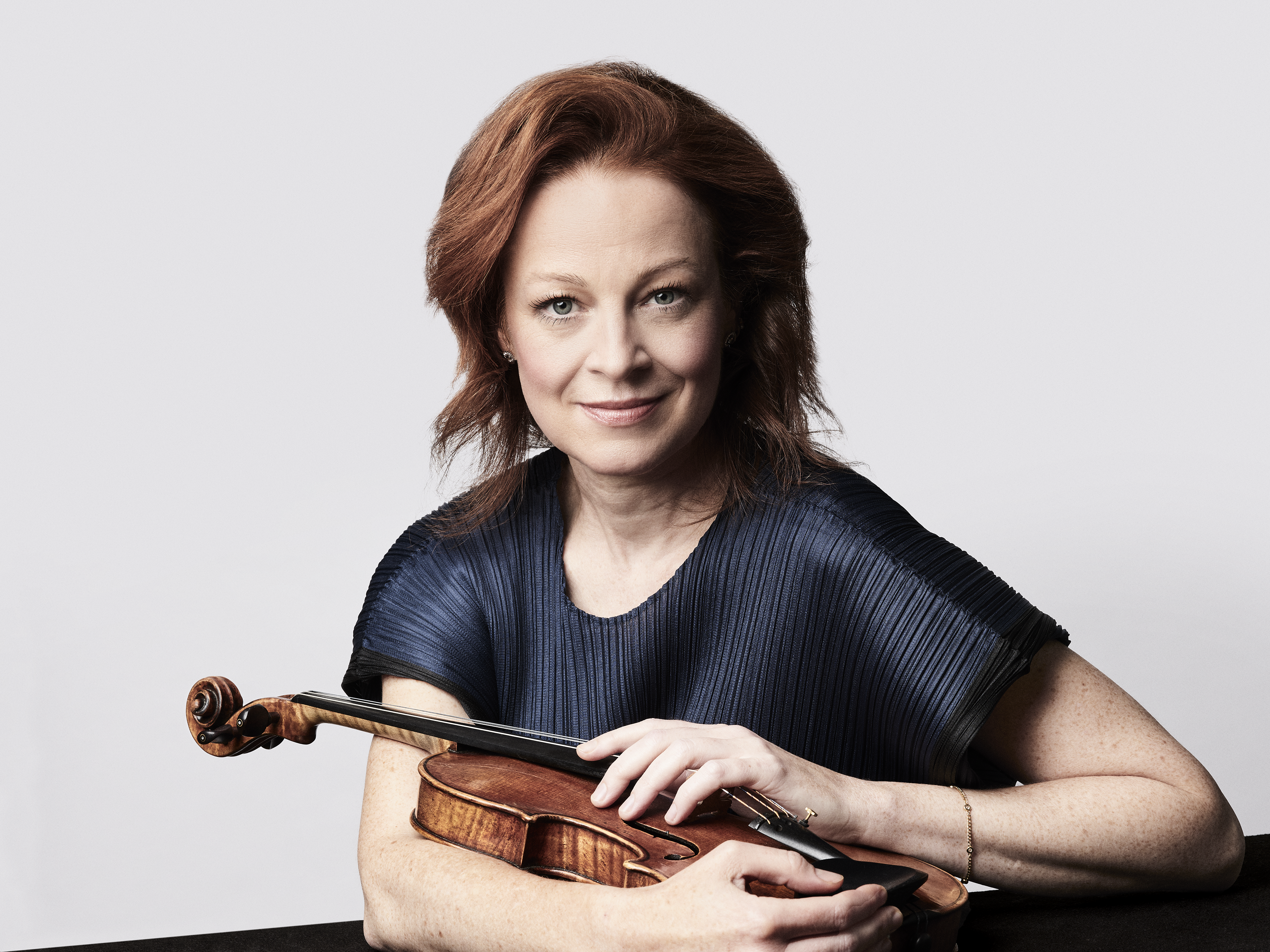
Carolin Widmann (2022)

Carolin Widmann (* 1976 in München) ist eine deutsche Violinistin. Sie spielt eine Violine von Giovanni Battista Guadagnini aus dem Jahr 1782.

## Leben
Carolin Widmann stammt aus einer musikalischen Familie. Während ihrer Schulzeit in München begann sie ihr Studium bei Igor Ozim an der Musikhochschule Köln, wobei sie zwischen München und Köln pendelte. Es folgten Studien bei Michèle Auclair am New England Conservatory in Boston und bei David Takeno an der Londoner Guildhall School.
Als Solistin arbeitete sie mit den Dirigenten Sir Roger Norrington, Sylvain Cambreling, Heinz Holliger, Riccardo Chailly, Simon Rattle, Wladimir Jurowski, Daniel Harding und Esa-Pekka Salonen sowie mit den Komponisten Pierre Boulez, Péter Eötvös, Erkki-Sven Tüür, Wolfgang Rihm, Salvatore Sciarrino, Enno Poppe und Rebecca Saunders zusammen, von denen viele Werke eigens für sie geschrieben wurden. Dabei spielte sie mit Orchestern wie den Berliner Philharmonikern, Orchestre de Paris, Royal Stockholm Philharmonic Orchestra, Sydney Symphony Orchestra oder Los Angeles Philharmonic Orchestra zusammen.
Widmann war an der Uraufführung von gefaltet, einem „Choreografischen Konzert“ von Sasha Waltz und Mark Andre beteiligt, mit der die Internationale Stiftung Mozarteum ihre „Mozartwoche 2012“ eröffnete.
Seit 2006 ist Widmann Professorin für Violine an der Hochschule für Musik und Theater „Felix Mendelssohn Bartholdy“ Leipzig.
Von 2012 bis 2015 leitete sie die Sommerlichen Musiktage Hitzacker, das älteste Kammermusikfestival Deutschlands. Seit 2017 gehört sie dem Kuratorium der Ernst von Siemens Musikstiftung an.
Carolin Widmann ist die Schwester des Komponisten und Klarinettisten Jörg Widmann.

## Auszeichnungen
- 1998: Prix du President des „Concours International Yehudi Menuhin“, Boulogne-sur-Mer
- 1999: Internationaler Violinwettbewerb „Georg Kulenkampff“, Köln
- 2001: Internationaler Jeunesses Musicales-Wettbewerb, Belgrad
- 2004: Belmont-Preis der Forberg-Schneider-Stiftung für Bemühungen um die zeitgenössische Musik
- 2006: Jahrespreis der deutschen Schallplattenkritik (für das Debütalbum „Reflections“)
- 2009: Praxisstipendiatin in der Deutschen Akademie Rom Villa Massimo[8]
- 2010: Diapason d’or (für „Phantasy of Spring“), Preis der deutschen Schallplattenkritik (Kategorie Kammermusik, für „Phantasy of Spring“)
- 2013: Artist of the Year bei den International Classical Music Awards
- 2014: Schneider-Schott-Musikpreis Mainz[9]
- 2017: Bayerischer Staatspreis für Musik (Kategorie Professionelles Musizieren)
- 2020: Musikpreis der Stadt Duisburg[10]

## Diskografie
- Reflections I, Werke für Violine solo von Pierre Boulez, Salvatore Sciarrino, Jörg Widmann und Eugène Ysaÿe; Debütalbum (Telos MR; 2006)
- Robert Schumann: Violin Sonatas, Nr.1, 2, 3. Mit Dénes Várjon, Klavier (ECM Records; 2008)
- Phantasy of Spring.Mit Simon Lepper, Klavier (ECM Records; 2009)
- Erkki-Sven Tüür: Strata. Nordic Symphony Orchestra, Leitung Anu Tali, Solisten Carolin Widmann und Jörg Widmann (ECM Records; 2009)
- Franz Schubert: Fantasie C-Dur, Rondo h-moll, Sonate A-Dur. Mit Alexander Lonquich, Klavier (ECM Records; 2012)
- Wolfgang Rihm: Coll’Arco. Mit dem SWR Sinfonieorchester Baden-Baden und Freiburg, Dirigent: Eivind Gullberg Jensen (2012)
- Morton Feldman: Violin and Orchestra. Mid dem Frankfurter Rundfunk-Symphonie-Orchester, Dirigent: Emilio Pomàrico (ECM Records; 2013)
- Julian Anderson: In lieblicher Bläue. Mit dem London Philharmonic Orchestra, Dirigent: Vladimir Jurowski (2015)
- Mendelssohn, Schumann: Violinkonzerte. Mit dem Chamber Orchestra of Europe (ECM Records; 2016)
- Elgar: Cello Concerto, Pianoquintett. U. a. Klavierquintett a-Moll op. 84. Mit u. a. Martin Helmchen, David McCarroll, Pauline Sachse, Marie-Elisabeth Hecker (Alpha Classics; 2016)
- Pascal Dusapin: Violinkonzert „Aufgang“; mit Carolin Widmann und Orchestre National des Pays de la Loire, Leitung Pascal Rophe (BIS; 2017)
- Peter Ruzicka: ... Inseln, Randlos... für Violine, Kammerchor & Orchester; mit Carolin Widmann, Sergei Nakariakov, Giuliano Sommerhalder, Vocalconsort Berlin, Symphonieorchester des Bayerischen Rundfunks (Neos; 2019)
- L'Aurore. Werke für Violine solo von Eugène Ysaÿe, George Benjamin, Hildegard von Bingen, George Enescu und Johann Sebastian Bach (ECM Records; 2022)